# Трагикомедия
Трагикомедията (от къснолатинското tragicomoedia от гръцкото τραγωδία + κωμωδία) е литературен жанр, съчетаващ ситуации на трагедия с комедийни елементи в едно . В английската литература, от времето на Шекспир до 19 век, трагикомедията се отнася за сериозна постановка с щастлив край.